# Hrabstwo Washington (Arkansas)
Hrabstwo Washington – hrabstwo w USA, w stanie Arkansas. W latach 2010–2021 było drugim najszybciej rozwijającym się hrabstwem w stanie Arkansas, a jego populacja wzrosła do 244,3 tys. mieszkańców. Jest trzecim najbardziej zaludnionym hrabstwem w stanie.

## Miejscowości
- Elkins
- Elm Springs
- Farmington
- Fayetteville (stolica i największe miasto)
- Greenland
- Goshen
- Johnson
- Lincoln
- Prairie Grove
- Springdale
- Tontitown
- West Fork
- Winslow

## Sąsiednie hrabstwa
- Hrabstwo Benton na północy,
- Hrabstwo Madison na wschodzie,
- Hrabstwo Crawford na południu,
- Hrabstwo Adair, w stanie Oklahoma, na zachodzie

## Demografia
W 2019 roku do największych grup należały osoby pochodzenia: irlandzkiego (11,8%), meksykańskiego (11,6%), niemieckiego (10,9%), angielskiego (7,9%), „amerykańskiego” (5,0%), afroamerykańskiego (3,9%), szkockiego lub szkocko–irlandzkiego (3,5%) i 3,2% miało rasę mieszaną. 

## Religia

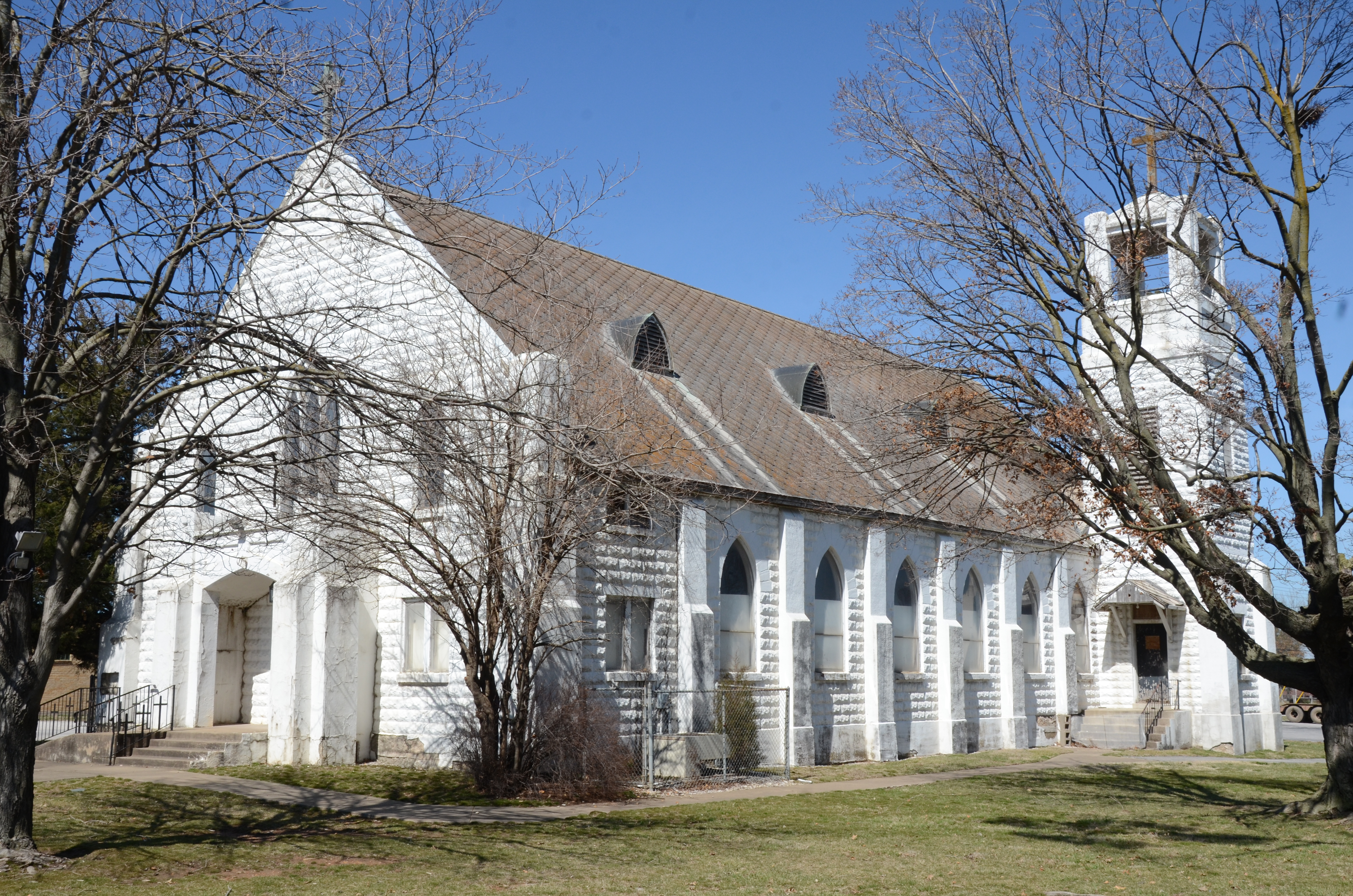
Kościół katolicki św. Józefa w Tontitown.

W 2010 roku 42% populacji jest członkami kościołów protestanckich, głównie: baptystów (23%), metodystów (5,6%), bezdenominacyjnych (5%), campbellitów (2,6%) i zielonoświątkowców (2,2%).
12,4% populacji zrzeszonych jest w Kościele katolickim, co jest najwyższym odsetkiem w stanie Arkansas. Inne ważniejsze grupy, to: mormoni (1,53%), buddyści (0,26%), muzułmanie (0,15%), Prawosławny Patriarchat Antiocheński (0,15%), unitarianie uniwersaliści (0,12%), żydzi (0,09%) i bahaiści (0,08%).
Poza tym istnieją związki wyznaniowe, które nie zostały uwzględnione w danych statystycznych, z powodu braku danych. Do najważniejszych należą: Zjednoczony Kościół Zielonoświątkowy (8 zborów), świadkowie Jehowy (2 zbory), czy Stowarzyszenie Chrześcijańskiej Nauki (2 zbory).